# Afrikaanderwijk
De Afrikaanderwijk is een oude arbeiderswijk in het Rotterdamse stadsdeel Feijenoord, op grondgebied van de historische gemeente Charlois. De wijk wordt begrensd door het voormalige spoorwegemplacement (thans Laan op Zuid) in het noordoosten, de Putselaan in het zuiden en de Maashaven, Rijnhaven en de Erasmuslijn in het westen.
De woonwijk is ontstaan toen rond 1900 de havens 'op Zuid' werden gegraven. Om de (vooral Zeeuwse) havenarbeiders te huisvesten werden in hoog tempo woonwijken rond de havengebieden gebouwd, waarvan de Afrikaanderwijk er één is. De wijk ontleent zijn naam aan de straatnamen, die zijn gebaseerd op Zuid-Afrika in het algemeen (Bloemfonteinstraat, Kaapstraat, Pretorialaan, Transvaalstraat) en de leiders van de Afrikaners in de Tweede Boerenoorlog (1899-1902) in het bijzonder (Paul Krugerstraat, Bothastraat, Christiaan de Wetstraat, Cronjestraat, Joubertstraat, Schalk Burgerstraat).
De Afrikaanderwijk was een van de eerste wijken van Nederland waar een meerderheid van de bevolking van niet-westerse afkomst was. Een belangrijke ontwikkeling was de komst van arbeidsmigranten uit landen rond de Middellandse Zee. Zij kwamen in de jaren zestig en zeventig van de vorige eeuw. Deze arbeiders deden destijds het zware, vuile werk waar nauwelijks nog mensen voor te vinden waren. De wijk kent vele buitenlandse migratiestromen in haar geschiedenis. Tegenwoordig is de Afrikaanderwijk een internationale wijk met veel Surinamers, Turken, Marokkanen en Antillianen en nog enkele oorspronkelijke, voornamelijk oudere, Nederlanders.
In het centrum van de wijk ligt een circa 5 hectare grote, open ruimte met de naam het Afrikaanderplein. Aan dit plein bevindt zich onder andere wijkgebouw 't Klooster en in het gebouw van de voormalige Johan van Oldenbarnevelt HBS de Kocatepe moskee. Het plein is eind 2005 opnieuw ingericht. Het gebouw van de voormalige HBS, de bijhorende Botanische Tuin Afrikaanderwijk en de tuinmanswoning staan op de Lijst van rijksmonumenten in Rotterdam.
Van 1908 tot en met 1917 is het Afrikaanderplein de thuisbasis geweest van voetbalclub Feyenoord. Tot in de jaren zestig liep er een lijn van de Rotterdamsche Tramweg Maatschappij ('het moordenaartje') over de Putselaan naar de Zuid-Hollandse eilanden.

## Onrust in de jaren zeventig

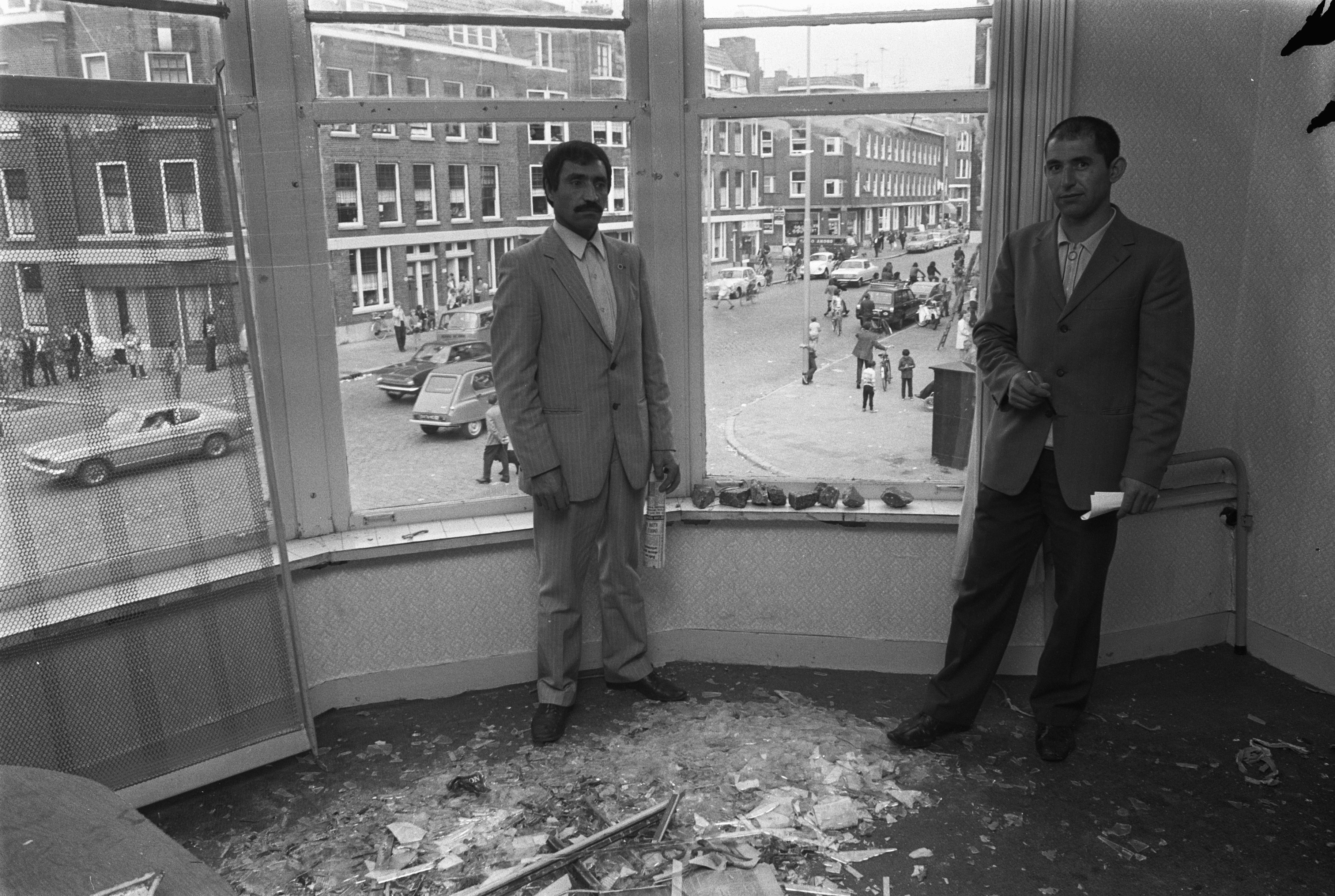
Stenen door de ramen bij rellen Afrikaanderbuurt

Begin jaren zeventig werden grote groepen Marokkanen, Turken en Zuid-Europeanen geworven om werk in de haven te doen. Om hen huisvesting aan te bieden kochten huisjesmelkers veel panden in de Afrikaanderwijk op en verhuurden zij deze aan de arbeiders. Dit was tegen het zere been van autochtone gezinnen die vaak jarenlang op woonruimte wachtten en nu zagen dat buitenlanders door malafide verhuurders eerder aan onderdak werden geholpen.
Op 10 augustus 1972 sloeg de vlam in de pan: wijkbewoners trokken op naar de pensions waar de gastarbeiders verbleven en zetten hen met meubels en al op straat. De Mobiele Eenheid kwam hierop in actie maar het duurde drie dagen voordat de rust was teruggekeerd.

Na deze rellen voerde de gemeente een spreidingsbeleid in: in elke wijk mochten zich maximaal 5% Mediterranen, Surinamers en Antillianen vestigen. Een jaar later werd dit raadsbesluit door de rijksoverheid geschorst, en in 1974 werd het vernietigd door de Raad van State.

## Afbeeldingen

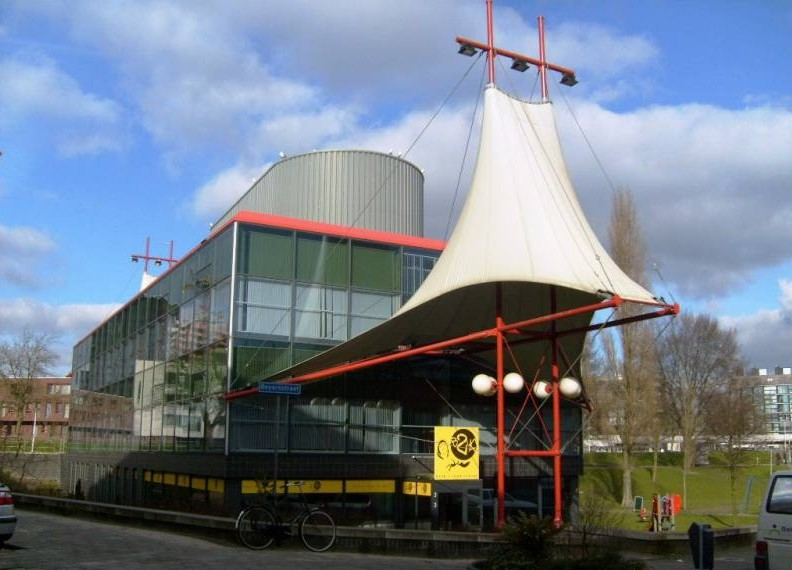
Buurtwerk
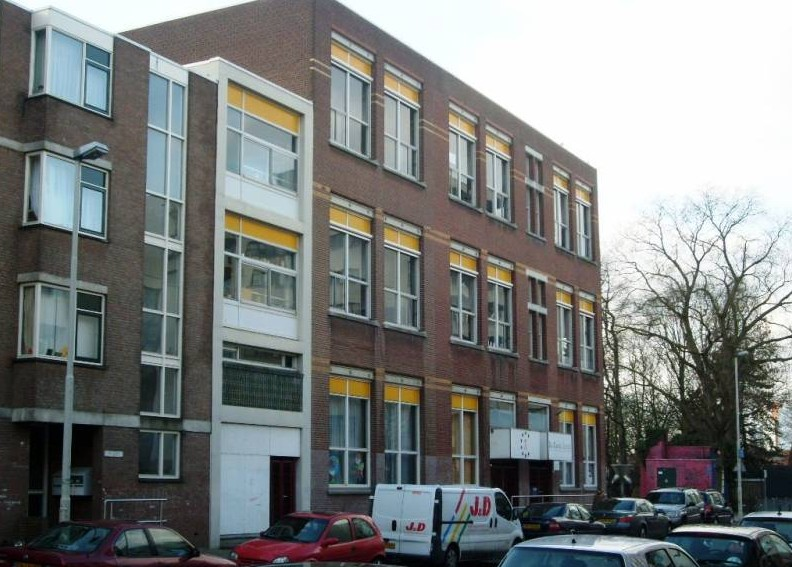
Protestants-Christelijke Basisschool Da Costa uit 1909.
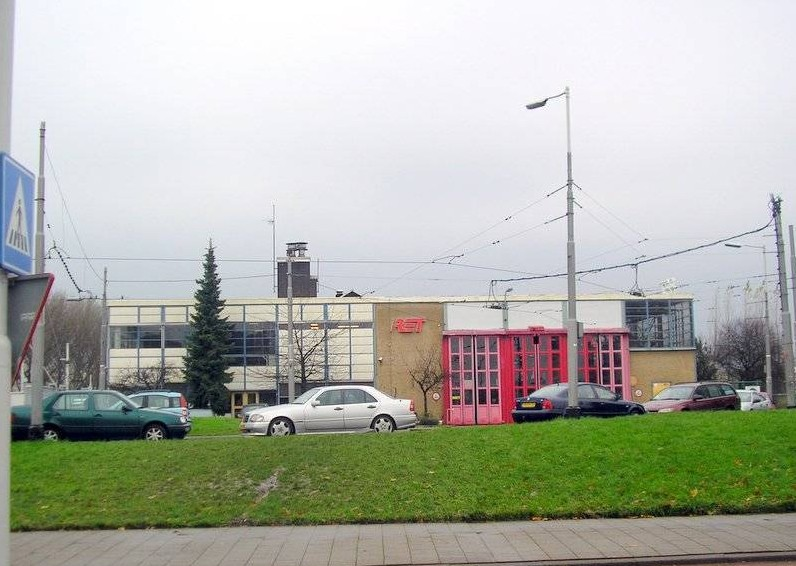
R.E.T. remise Hilledijk, deze is tussen 2010-2011 vervangen door een grotere remise in de Beverwaard.
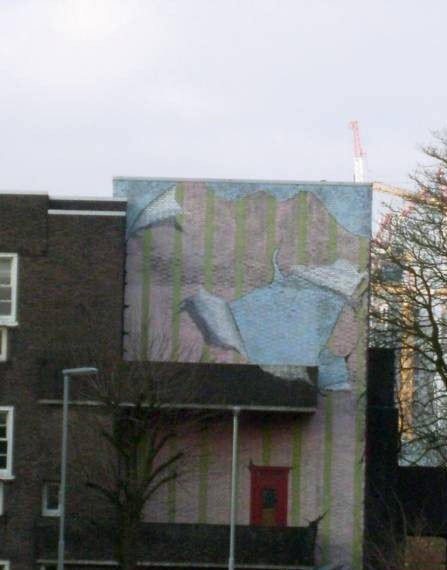
Gevelschildering op de Kocatepe Moskee, de voormalige Van Oldenbarnevelt Scholengemeenschap.
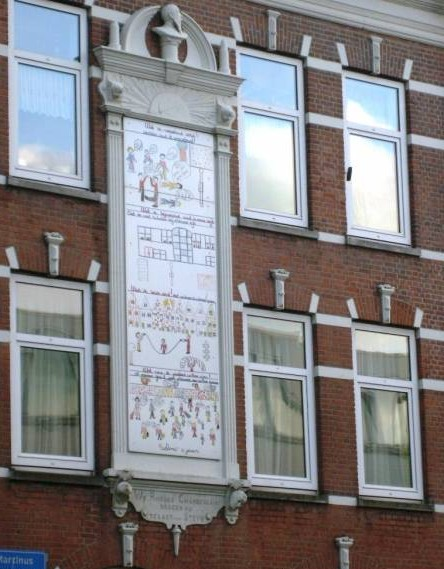
Geveltekening boven het café aan de Martinus Steijnstraat hoek Hilledijk.

Afrikaanderwijk · 
Bloemhof · 
Feijenoord · 
Hillesluis · 
Katendrecht · 
Kop van Zuid · 
Noordereiland ·
Vreewijk
Rotterdam Centrum ·
Rotterdam-Noord ·
Rotterdam-Oost ·
Rotterdam-West ·
Rotterdam-Zuid ·
110-Morgen ·
Afrikaanderwijk ·
Agniesebuurt ·
Bergpolder ·
Beverwaard ·
Blijdorp ·
Blijdorpse polder ·
Bloemhof ·
Boomgaardshoek ·
Bospolder-Tussendijken ·
CS-kwartier ·
Carnisserbuurt ·
Cool ·
Crooswijk ·
De Esch ·
De Veranda ·
Delfshaven ·
Delfshaven-Schiemond ·
Dijkzigt ·
Feijenoord ·
Gadering ·
Groenenhagen-Tuinenhoven ·
Groot-IJsselmonde ·
Heijplaat ·
Het Lage Land ·
Hillegersberg ·
Hillesluis ·
Homerusbuurt ·
Hordijkerveld ·
Kandelaar ·
Karl Marxbuurt ·
Katendrecht ·
Kiefhoek ·
Kleinpolder ·
Kleiwegkwartier ·
Kop van Zuid ·
Kralingen ·
Kralingse Veer ·
Kreekhuizen ·
Landzicht ·
Liskwartier ·
Lloydkwartier ·
Lombardijen ·
Meeuwenplaat ·
Middelland ·
Middengebied ·
Millinxbuurt ·
Molenlaankwartier ·
Molièrebuurt ·
Nesselande ·
Nieuw Engeland ·
Nieuw-Mathenesse ·
Nieuwe Westen ·
Nooddorp ·
Noordereiland ·
Ommoord ·
Oosterflank ·
Oud-Charlois ·
Oud-IJsselmonde ·
Oud-Mathenesse ·
Oude Noorden ·
Oude Westen ·
Oudeland ·
Overschie ·
Pendrecht ·
Prinsenland ·
Provenierswijk ·
Reyeroord ·
Rubroek ·
Sagenbuurt ·
Scheepvaartkwartier ·
Schiebroek ·
Schiemond ·
's-Gravenland ·
Smeetsland ·
Spaanse Polder ·
Spangen ·
Sportdorp ·
Stadsdriehoek ·
Struisenburg ·
Tarwewijk ·
Terbregge ·
Tussenwater ·
Varenbuurt ·
Vondelingenplaat ·
Vreewijk ·
Waalhaven ·
Westpunt ·
Wielewaal ·
Witte Dorp ·
Zalmplaat ·
Zenobuurt ·
Zestienhoven ·
Zevenkamp ·
Zomerland ·
Zuidwijk